# Tabanus macquarti
Tabanus macquarti är en tvåvingeart som beskrevs av Ignaz Rudolph Schiner 1868. Tabanus macquarti ingår i släktet Tabanus och familjen bromsar. Inga underarter finns listade i Catalogue of Life.